# دانييل شتاينر (لاعب هوكي الجليد)
دانييل شتاينر هو لاعب سويسري في رياضة هوكي الجليد، ولد في بران عام 1980م. مركز لعبه مهاجم ‏.

## روابط خارجية
- دانييل شتاينر على موقع دوري الهوكي الوطني (الإنجليزية)
- دانييل شتاينر على موقع EliteProspects.com (الإنجليزية)
- دانييل شتاينر على موقع Eurohockey.com (الإنجليزية)
- دانييل شتاينر على موقع HockeyDB.com (الإنجليزية)